# 先克
先克（前7世纪—前618年），中国春秋时期晋卿。他祖父是先轸、父亲是先且居。前620年，赵盾为中军将，先克为中军佐。
前619年，先克在堇阴夺蒯得之田。蒯得不滿。
當時晉襄公想提拔箕鄭父、先都為卿，讓士縠、梁益耳等兩人任職高階軍官。先克卻提議暫緩，他支持狐射姑（狐偃的兒子）、趙盾（趙衰的兒子），因為狐、趙出自元勛家庭。晉襄公聽了先克的話。這導致箕鄭父對先克不滿。前618年，蒯得、箕鄭父、先都、士縠、梁益耳等五人，派刺客暗杀先克。
蒯得、箕鄭父等五人被赵盾杀死。